# Крукувка (Підляське воєводство)
Крукувка (пол. Krukówka) — село в Польщі, у гміні Малий Плоцьк Кольненського повіту Підляського воєводства.
Населення — 49 осіб (2011).
У 1975-1998 роках село належало до Ломжинського воєводства.

## Демографія
Демографічна структура станом на 31 березня 2011 року:
|          | Загалом | Допрацездатний вік | Працездатний вік | Постпрацездатний вік |
| -------- | ------- | ------------------ | ---------------- | -------------------- |
| Чоловіки | 24      | 5                  | 16               | 3                    |
| Жінки    | 25      | 9                  | 9                | 7                    |
| Разом    | 49      | 14                 | 25               | 10                   |